# Batalla de Castagnaro
La Batalla de Castagnaro se produjo el 11 de marzo de 1387 en Castagnaro (hoy Venecia, al norte de Italia) entre las fuerzas de Verona y Padua. Es una de las más famosas batallas de la edad de los condottieri italiana. La batalla enfrentó al ejército de Verona liderado por Giovanni Ordelaffi y Ostasio da Polenta, a la milicia paduana de John Hawkwood (Giovanni Acuto) y Francesco Novello Carraresi.
Castagnaro fue la mayor victoria de Sir John Hawkwood. Siguiendo la táctica fabiana, Hawkwood animó a atacar a los veroneses en un campo a su elección, aunque dominando militarmente los territorios anexos.
Igualando sus fuerzas en la zona más lejana del canal y anclando su flanco derecho detrás de un montón de maderas. Hawkwood esperó a que el grueso veronés atacara a un señuelo situado con un estadarte falso, para que la caballería apareciera por la parte derecha con el estandarte real y cerrar la retirada. 